# Cândido Rondon
Cândido Mariano da Silva Rondon més conegut com el Mariscal Rondon, (Mato Grosso, Brasil, 5 de maig de 1865 - Rio de Janeiro, 19 de gener de 1958) va ser un militar i explorador brasiler que va explorar extenses zones del seu país.

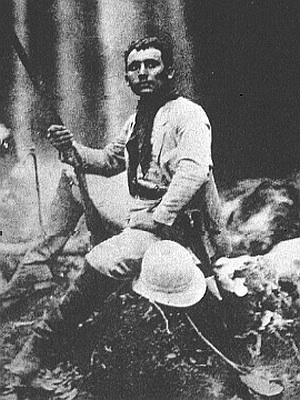
Rondon als 24 anys, explorant la conca amazònica com a enginyer militar

És principalment reconegut per la seva exploració del Mato Grosso i l'Amazònia occidental. Va ser el primer director de la Fundação Nacional do Índio (FUNAI) va treballar per la creació del parc indígena del Xingu. Els seus mèrits el van portar a rebre el grau de mariscal, que és el més alt grau militar brasiler. L'estat de Rondônia va ser nomenat en el seu honor.

## Biografia

### Primeres etapes de la seva vida
Cândido Rondon va néixer a Mimoso, un districte del municipi de San Antônio do Leverger, situat en l'estat brasiler del Mato Grosso. El seu pare era d'ascendència portuguesa i la seva mare era una indígena de l'ètnia bororó. Va quedar orfe quan era encara molt jove, (el seu pare va morir poc després que ell naixés, i la seva mare va morir quan ell tenia només dos anys d'edat) per la qual cosa va ser criat pel seu avi i després per un oncle, fins que va complir els setze anys d'edat. El 1881 ingressa en una escola militar en Rio de Janeiro, cursant diferents estudis a l'Escola Superior de Guerra del Brasil. Encara sent estudiant va participar en els moviments abolicionista i republicà.

### Carrera com a enginyer de l'exèrcit
El 1890 va ser comissionat com a enginyer militar per la comissió telegràfica, ajudant a construir la primera línia telegràfica que va creuar el Mato Grosso. Aquesta línia va ser finalment acabada el 1895, i posteriorment, Rondon va començar la construcció d'un camí des de Rio de Janeiro (la llavors capital del Brasil) i Cuiabá, la capital del Mato Grosso. Va ser durant aquest període de la seva vida quan va contreure matrimoni amb la seva esposa, Chiquinha Xavier, amb qui tindria 7 fills.
Entre 1900 i 1906 dirigeix la construcció de la línia telegràfica entre Cuiabá i Corumbá, prop de les fronteres amb Bolívia i Paraguai. Durant aquest temps es va obrir un nou territori, i estava en contacte amb la tribu guerrera dels bororó de l'oest del Brasil. Ell va tenir tant d'èxit en la pacificació dels bororó, que va completar la línia telegràfica amb la seva ajuda. Al llarg de la seva vida, Rondón establert més de 4000 km (quilòmetres) de línia telegràfica a través de les selves del Brasil.

### Exploracions
Com a resultat de l'eficàcia de Rondon en la construcció de línies telegràfiques, se li va assignar el treball d'estendre la línia telegràfica del Mato Grosso cap a l'Amazones. Mentre construïa aquesta línia va descobrir el riu Juruena, un important tributari del riu Tapajós, en el nord del Mato Grosso. També va descobrir la tribu dels nambikwares, que fins llavors havia matat a tots els occidentals que havien entrat en contacte amb ells.
Al maig de 1909 Rondon va començar la seva expedició més extensa. Va partir del poblat de Tapirapuã, al nord del Mato Grosso, encaminant-se en direcció nord-oest rumb al riu Madeira, que és el major tributari del riu Amazones. Cap a agost l'expedició havia esgotat tots els seus subministraments, per la qual cosa van haver de sobreviure amb el que podien caçar o recol·lectar en la jungla. Per al moment en què l'expedició va aconseguir el riu Jiparaná no comptaven amb subministraments. Durant aquesta expedició van descobrir un gran riu entre els rius Juruena i Jiparaná, que Rondon va batejar el riu del Dubte. Per aconseguir el riu Madeira van construir canoes, amb les quals van aconseguir el riu el dia de Nadal de 1909.
Quan Rondon va arribar a Rio de Janeiro va ser rebut com un heroi, ja que es pensava que l'expedició havia mort en la selva. Després de l'expedició va ser nomenat director del Serviço de Proteção ao Índio (actual FUNAI).

### Expedició amb Roosevelt

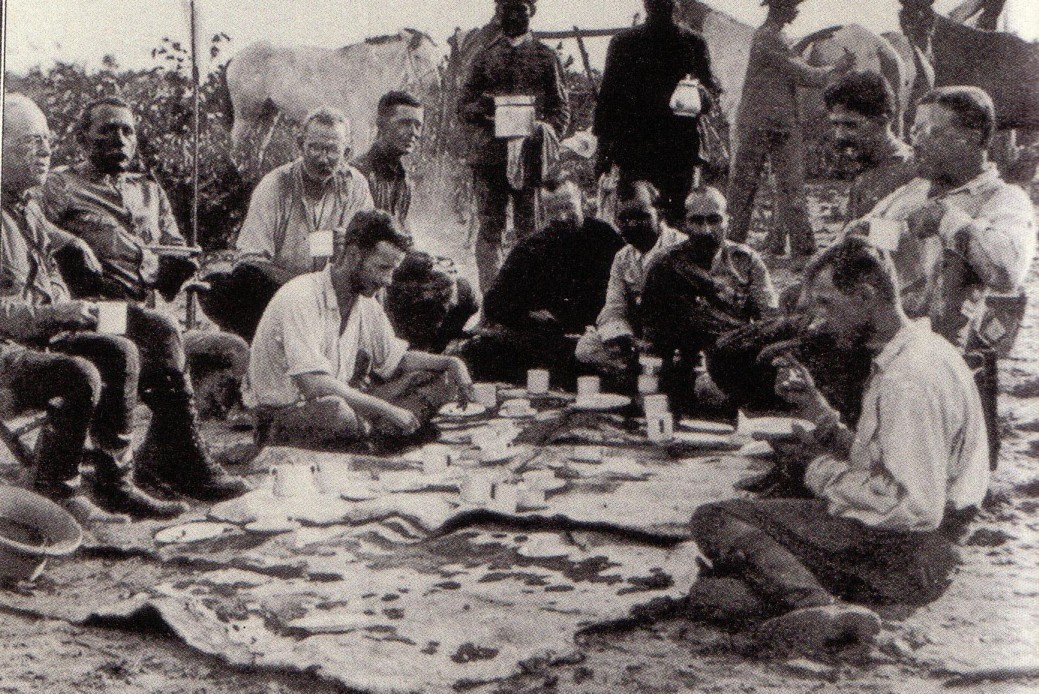
La expedició inicial del «riu del dubte». D'esquerra a dreta (asseguts): Padre Zahm, Rondon, Kermit, Cherrie, Miller, quatre brasilers, Roosevelt i Fiala.

Al gener de 1914 Rondon va emprendre amb Theodore Roosevelt la Expedició científica Roosevelt-Rondon, l'objectiu de la qual va ser explorar el riu del Dubte. L'expedició va començar en Tapiripuã i va aconseguir el riu el 27 de febrer de 1914. Van aconseguir el naixement del riu cap a finals d'abril, abans de la qual cosa l'expedició havia sofert molt. Durant l'expedició el riu va ser rebatejat Riu Roosevelt.

## Últims anys de la seva vida
Rondon va treballar des de 1919 cartografiant el Mato Grosso. Durant aquest temps va descobrir alguns rius més, i va fer contacte amb algunes tribus indígenes. Aquest mateix any va ser nomenat cap del cos d'enginyers del Brasil i se li va assignar el càrrec de líder de la Comissió Telegràfica.
Entre 1924 i 1925 va dirigir a les forces armades contra una rebel·lió a l'estat de São Paulo. De 1927 a 1930 Rondon va ser encarregat d'estudiar les fronteres entre el Brasil i els seus països veïns. Aquest treball va acabar durant la Revolució de 1930, quan va ser reassignat al Serviço de Proteção ao Índio. En el període comprès entre 1934 i 1938 va ser assignat a una missió diplomàtica que va mediar en la disputa entre Colòmbia i Perú generada per la Guerra colombiano-peruana. El 1939 va reassumir la direcció del Serviço de Proteção ao Índio, i va expandir el servei a nous territoris del Brasil. El 1943 va constituir el territori de Guaporé, que el 1956 va prendre el nom de Rondônia en el seu honor. El 1952 Rondon va fundar el primer parc nacional al Brasil, situat al marge del riu Xingú, creat per protegir els nadius de la zona.
Va morir el 19 de gener de 1958 en Rio de Janeiro, a l'edat de 92 anys.

## Heroi de la Pàtria
En virtut de la Llei Federal núm. 13141, de 2015, el Congrés Nacional del Brasil va decretar la inscripció del mariscal en el Llibre dels Herois i Heroïnes de la Pàtria, un memorial cenotàfic situat dintre del Panteó de la Pàtria i de la Llibertat Tancredo Neves de Brasília, creat per honorar la memòria de les persones que millor van servir en la construcció i defensa del país.